# Kis grizon
A kis grizon (Galictis cuja) az emlősök (Mammalia) osztályának ragadozók (Carnivora) rendjébe, ezen belül a menyétfélék (Mustelidae) családjába és a zorillaformák (Ictonychinae) alcsaládjába tartozó faj.

## Előfordulása
A kis grizon Dél-Amerikában őshonos. A kontinens déli felén él, Argentína, Bolívia, Brazília, Peru, Chile és Paraguay területén.
Az ültetvények közt, de általában az épületek közelében szeret tanyázni, s a baromfiállományban nagy pusztítást szokott végezni. Inkább a füves térségek lakója, ámbár rengeteg erdőben is előfordul. Ha kutyák veszik üldözőbe; nem kúszik a fára, hanem inkább kövek vagy fagyökerek alá rejtőzik.

## Alfajai
- Galictis cuja cuja - délnyugat-Bolívia, nyugat-Argentína és közép-Chile
- Galictis cuja furax - dél-Brazília, északnyugat-Argentína, Uruguay és Paraguay
- Galictis cuja huronax - közép- és dél-Bolívia és kelet-Argentína
- Galictis cuja luteola - Peru legdélebbi csücske, nyugat-Bolívia és észak-Chile

## Megjelenése
Testhossza 65 centiméter, ebből farka 22 centiméter. Bundájának színezte érdekes, mert testének felső része világosabb, mint az alsó. Orra, nyaka alsó része, hasa és állkapcsa sötétbarna, míg egész felső része, a homlokától a farkáig halványszürke, mivel nemezszőre fekete-fehér gyűrűs. Homlokáról arcán át világos agyagsárga, a vállak táján kissé kiszélesedő sáv fut végig. Farka vége és kicsiny fülei egészen sárgák, talpa és sarka tompa fekete színű. A hím, a nőstény és a fiatal példány bundájának színe azonos.

## Életmódja
Menekülés közben odvas fákba, sziklahasadékokba vagy földbe vájt lyukakba rejtőzik el. Az a különös sajátsága, hogy hosszú nyakát úgy emelgeti, mint a mérges kígyók szokták; e közben apró fekete szeme élénken kivillog a fehér sávok alól, s kétségtelenül elárulja az állat okosságát és vérszomjas természetét. A grizon éppoly vérengző, mint a mi nyusztunk, vagy nyestünk, s állítólag éhség nélkül is annyi állatot mészárol le, amennyihez csak hozzáférhet, bátor természetű. Rio Grande do Sul tartományban nagy magtárakban úgy tartják a grizont, mint nálunk a macskát, a patkányok pusztítására. Egyenes ülésű, mozgását kinyúlt testtel végzi.